# Фажански канал
Фажански канал је морски канал између острва Бриони и обале копна омеђеног линијом од рта Барбарига на копну до гребена Кабула на северном крају Бриона, и линијом од рта Проштин на копну до рта Пенеда на најјужнијем крају острва Велики Брион. Источна обала канала је каменита и испред ње се налазе бројни плићаци удаљени 200-400 метара од обале. У јужном делу канала се налазе острвца Свети Јеролим и Котеж.

## Морске струје
Стална струја има северозападни смер, али ветрови и морске мене утичу на њен смер и брзину. Током плиме (према северозападу) брзина струје може достићи 1,5 чвор, а ако дувају јужни ветрови и 2 чвора. Струја осеке понекад је јача од сталне струје, па резултујућа струја има југоисточни смер.

## Сидришта
Једина лука на обали је Фажана, али зато има неколико добрих сидришта за мања пловила, нарочито за ветрове из правца југозапада и југоистока и то испред Фажане и у увалама Марић, Перој, Рунци и Вериге.

## Остало
У каналу има доста плићака. У северном делу канала се налази плићак Мртулин западно од истоименог рта. У јужном делу налазе се плићаци јужно од Фажане, плићак Славуља испред истоименог рта на северозападном краку Великог Бриона, плићак Ранкун испред рта Ранкун источно од Великог Бриона и плићак Котеж на средини канала северозападно од Котежа.
Између луке Фажана и Бриона налазе се положене водоводне цеви и каблови.